# Acta Physica Polonica
Acta Physica Polonica è una rivista scientifica open access a revisione paritaria che tratta di ricerche in fisica. Fu istituita dalla Polish Physical Society nel 1920. Nel 1970 è stata divisa in due riviste: Acta Physica Polonica A e Acta Physica Polonica B. Le due riviste diventarono indipendenti nel 1995, con la serie A pubblicata dall'Istituto di Fisica dell'Accademia polacca delle scienze e la serie B pubblicata dall'Università Jagellonica in cooperazione con l'Accademia polacca della cultura.
Acta Physica Polonica A nel 2013 ha un fattore di impatto di 0,604, mentre la serie B un fattore di 0,998. Acta Physica Polonica B fa parte dell'iniziativa SCOAP³.